# Kathedrale von Clermont-Ferrand

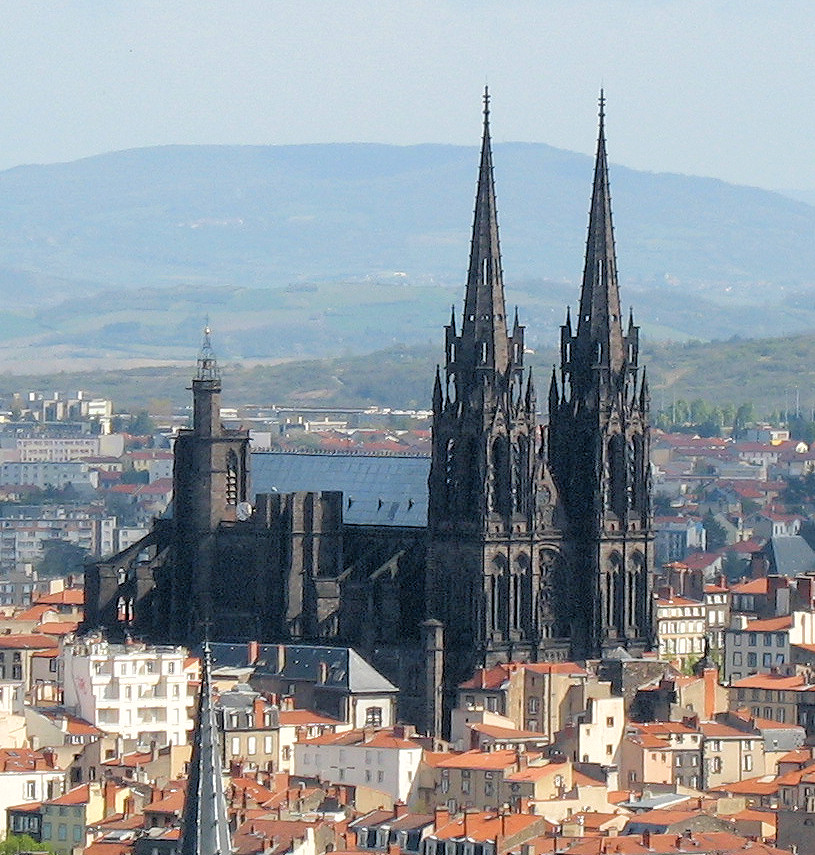
Kathedrale von Clermont-Ferrand

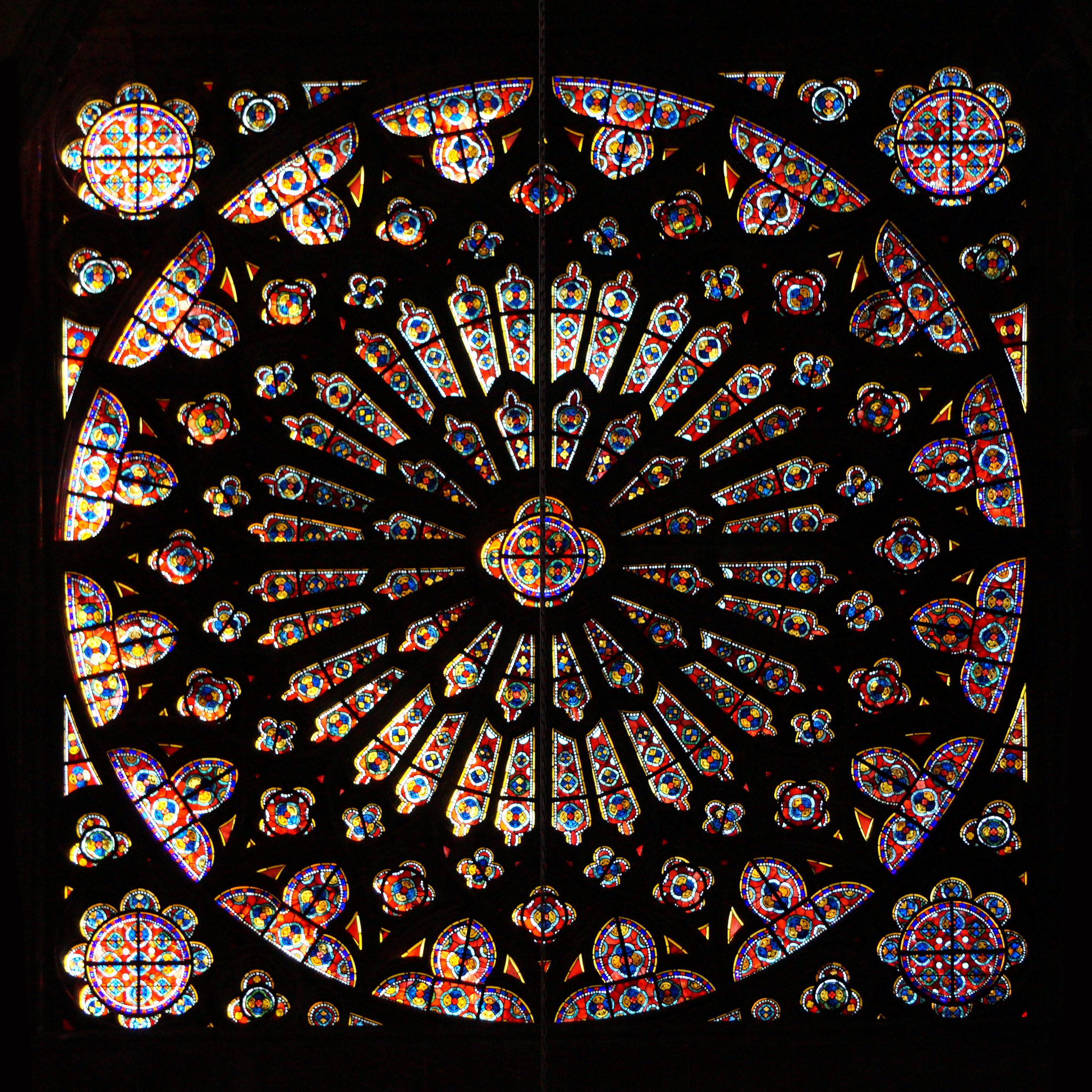
Rosettenfenster des Südquerhauses von innen

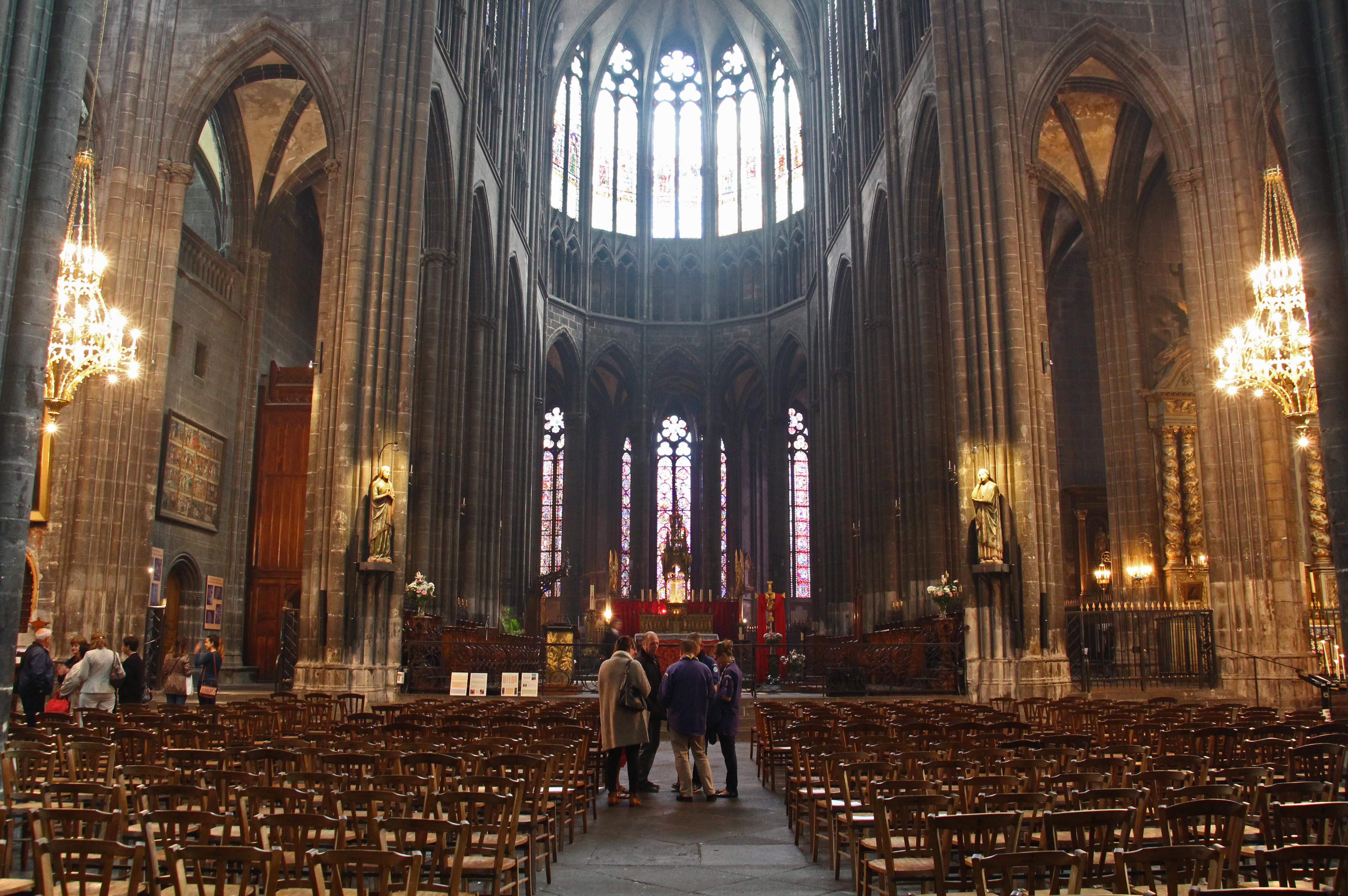
Innenansicht

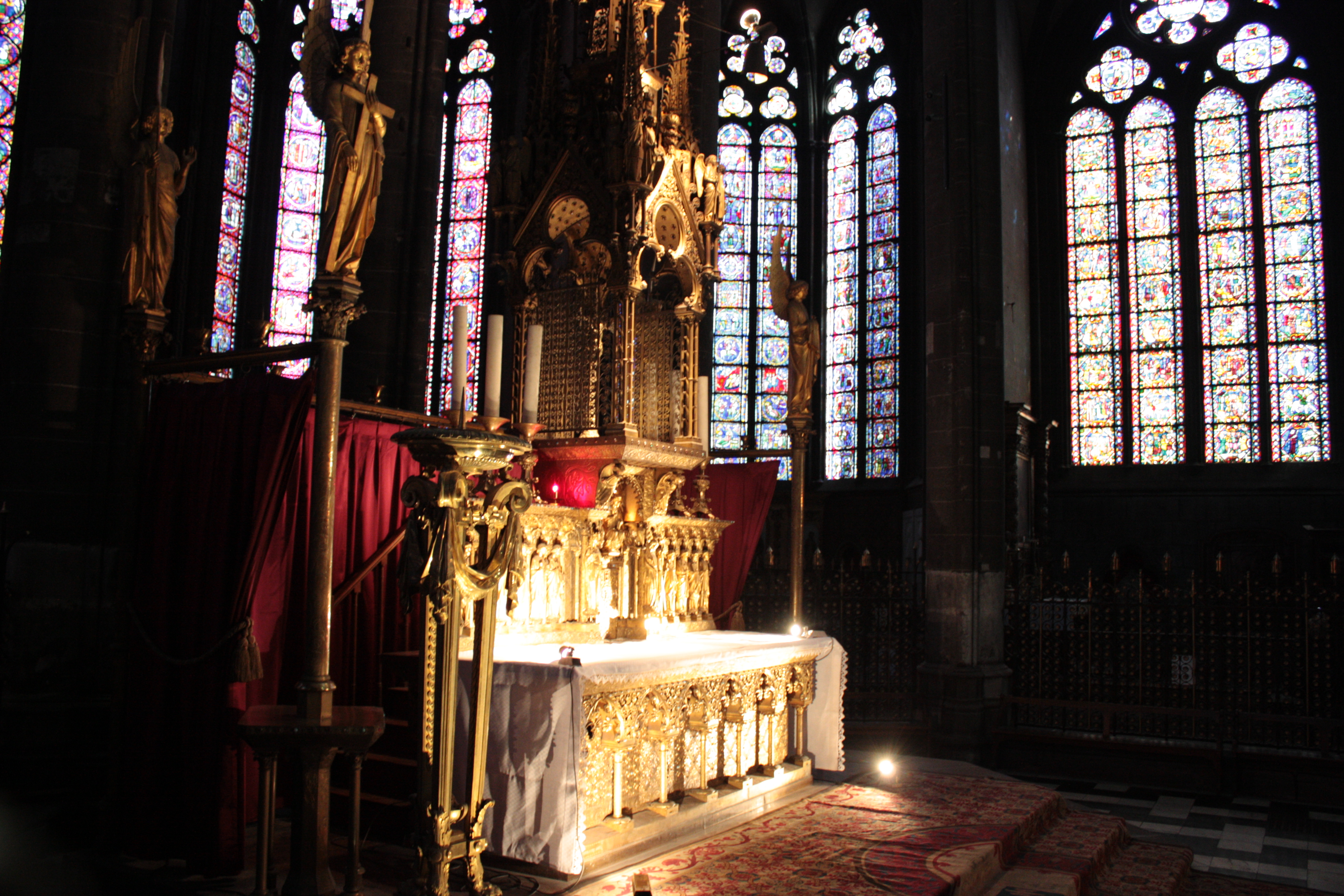
Hauptaltar mit Blickrichtung Süden

Die Kathedrale Notre-Dame de l’Assomption ist die gotische, römisch-katholische Bischofskirche des Erzbistums Clermont, im Zentrum der Stadt Clermont-Ferrand. Sie wurde ab dem Jahr 1262 nach dem Vorbild gotischer Kathedralen der Île-de-France errichtet. Kennzeichnender Baustoff ist der schwarze Volvic-Stein. Ihr heutiges Aussehen erhielt die Kathedrale durch den Baumeister Viollet-le-Duc, der 1866 die beiden Türme mit einer Höhe von 96,2 m anbaute. Sie steht unter dem Patronizium von Mariä Himmelfahrt.

## Baugeschichte
Bereits um das Jahr 450 gab es in Clermont-Ferrand einen ersten Kathedralbau, errichtet auf Veranlassung des Bischofs Namatius. Die Kathedrale war den Märtyrern Agricol und Vital geweiht, von denen Gebeine von Bologna nach Clermont-Ferrand überführt wurden. Beschreibungen Gregors von Tours zufolge war die Kirche in Form eines Kreuzes mit einer runden Apsis errichtet und hatte 42 Fenster, 70 Säulen und 8 Türen. Im Jahre 761 wurde dieser erste Kathedralbau zerstört.
Im Jahre 946 wurde von Bischof Etienne II. eine neue Kathedrale gesegnet, die der Jungfrau Maria geweiht wurde. Um das Jahr 1248 begann der Bau der heutigen Kathedrale im gotischen Stil. Planende Architekten waren Jean und Pierre Deschamps. Um das Jahr 1350 war die Kathedrale fertiggestellt. Der Bau erfolgte in zwei Phasen. Im Mittelalter wurden ab 1248 der Kapellenkranz, der Chor, das Querschiff und die ersten drei Joche des Kirchenschiffs anstelle einer romanischen Kathedrale erbaut, von der 1350 nur noch die Fassade übrig blieb. Nach einer Unterbrechung von 500 Jahren wurde die alte romanische Fassade 1851 abgerissen und Viollet-le-Duc und seine Nachfolger vollendeten die Kathedrale von 1866 bis 1902.
Die Gründungsbischöfe der gotischen Kathedrale Hugues und Guy de la Tour standen König Ludwig IX. (Ludwig dem Heiligen) nahe, und der Architekt Jean Deschamps, dem der Bau zugeschrieben wird, ist wohl in der Picardie ausgebildet worden. Die Kathedrale von Clermont-Ferrand ist stark beeinflusst von dem gotischen Stil im Nordfrankreich des 13. Jahrhunderts. Die Stilstufe ist mit derjenigen des Kölner Doms  verwandt, dessen Grundstein ebenfalls 1248 gelegt wurde. Der schwarze vulkanische Stein ermöglichte feine Verzierungen mit reichem Maßwerk. Im Unterschied zum Kölner Dom waren an den Querhausfronten ebenfalls Türme geplant, die jedoch nicht vollendet wurden. Vier Jahre nach Vollendung des Kölner Doms wurde bis zum 15. August 1884 der Bau der Kathedrale vollendet.

## Architektur
Die Architektur ist durch die Hauptmerkmale des Gothique rayonnant gekennzeichnet:
- Der Chor ist umgeben von einem Umgang mit Kapellenkranz,
- das fünfschiffige Kirchenschiff ist mit Querschiff und Chor ausgestattet,
- der dreigeschossige Aufriss (die Arkaden und Obergadenfenster gleicher Höhe, die durch ein (uncharakteristischerweise nicht durchfenstertes) Triforium getrennt sind),
- die schlanken Bündelpfeiler, bei denen sich jeder Dienst in die Gewölberippen fortsetzt, bewirken eine starke Vertikalgliederung,
- große Fensterflächen mit Glasmalereien in den Kapellen, den Fenstern des Chors und den Fensterrosen des Querschiffs, die sogar in den umgebenden Eckflächen in Fenster aufgelöst sind.

Viollet-le-Duc griff den Plan der Baumeister des Mittelalters auf und vervollständigte ihn, indem er im 19. Jahrhundert die letzten beiden Joche des Kirchenschiffs und die Vorhalle im neugotischen Stil in Anlehnung an das 13. Jahrhundert errichtete.
Das Äußere ist in den mittelalterlichen Teilen charakteristisch für den Stil von Jean Deschamps:
- das Erdgeschoss (mit durch Strebepfeiler getrennten radialen Kapellen), das von einer flachen Dachterrasse gedeckt ist, und ein Obergeschoss, das aus dem Obergaden besteht, das durch doppelte Strebebögen gestützt wird;
- Jede Etage ist von einer durchbrochenen Balustrade gekrönt.

Das mit Blei gedeckte Dach des Mittelschiffs stammt aus dem 16. Jahrhundert und wurde im 19. Jahrhundert erneuert.
Auf den steinernen Dächern des Chores sind mittelalterliche Ritzzeichnungen der Bauhandwerker für das Maßwerk des Wimpergs vom südlichen Querhausportal erhalten. Die Beteiligung von Jean Deschamps ist durch eine heute nicht mehr vorhandene Grabinschrift gesichert, unklar ist jedoch, wie lange er an diesem Bauwerk gearbeitet hat. Ebenso ist ungewiss, warum der Architekt die Möglichkeiten des Skelettbaus nicht in dem Grad ausgeschöpft hat, wie es mit dem hier vorhandenen Baumaterial möglich gewesen wäre. Außer dem nicht durchfensterten Triforium sind neben den Obergadenfenstern schmale Wandstreifen vorhanden. Da diese Reste der Wand bei entsprechendem Willen des Baumeisters vermeidbar gewesen wären, werden diese als beabsichtigt angesehen. Die Kathedrale wird als der „vielleicht originellste Großbau Frankreichs in seiner Zeit“ bezeichnet. Mit einer allegorischen Darstellung der Geometrie in Form eines Architekten, der im Zentrum der Rosette des Nordquerhauswimpergs stehend ein Maßwerk entwirft, hat der entwerfende Baumeister sich selbst ein Denkmal gesetzt.
Die Kathedraltürme sind ca. 96 m hoch, die Kathedrale selbst ist ca. 99 m lang, die Innenlänge beträgt 82,7 m. Die Innenhöhe des Mittelschiffs erreicht 29,70 m, die Breite 12,33 m.

## Orgeln

### Hauptorgel

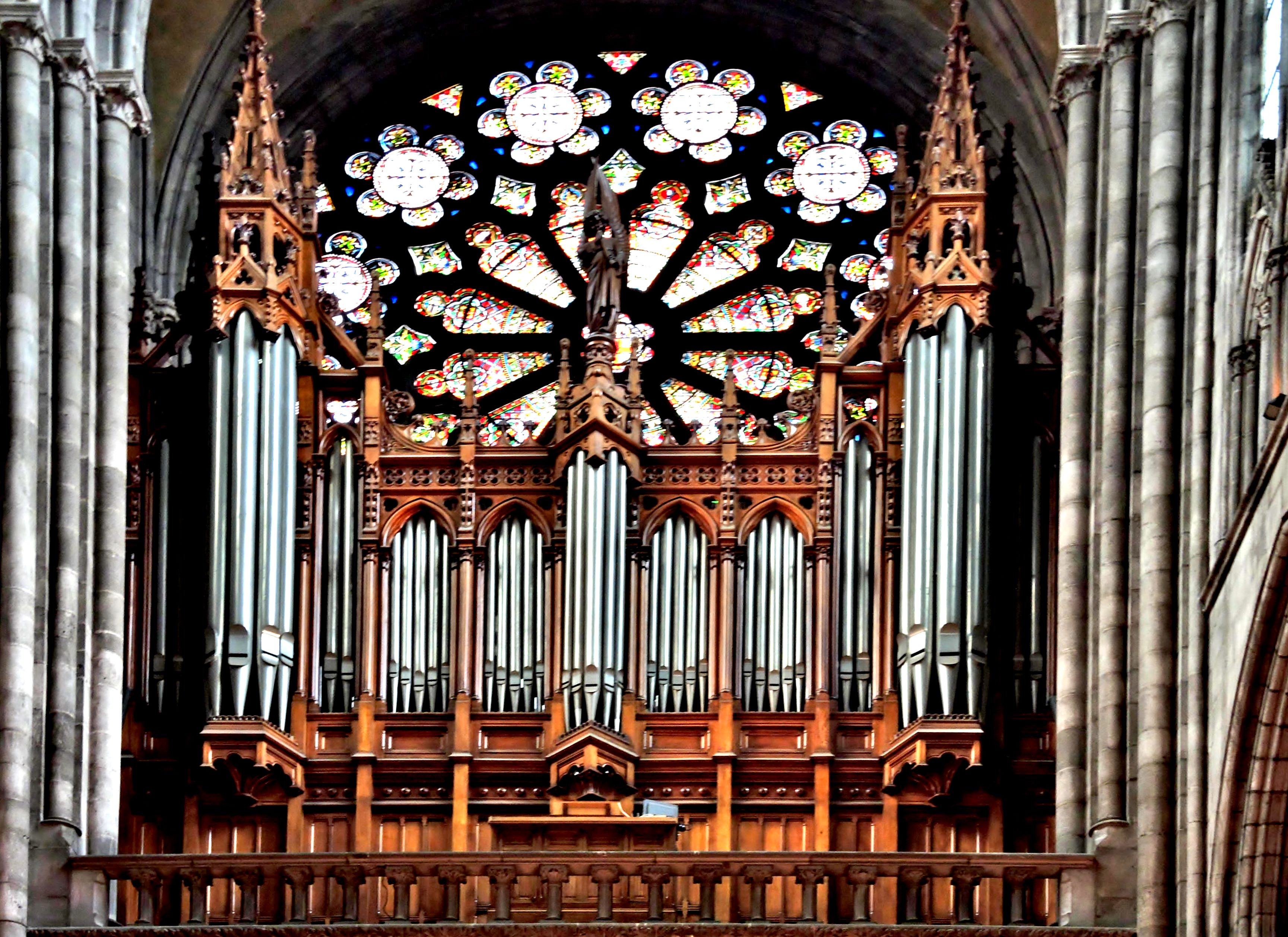
Blick auf die Hauptorgel

In der Kathedrale gab es bereits 1517 eine erste Orgel. Ende des 16. Jahrhunderts wurde dieses mittelalterliche Instrument durch einen Neubau ersetzt. Im Laufe der Zeit wurde es mehrfach erweitert und überstand die Französische Revolution. 1850 wurde es durch einen Neubau von Ducroquet mit 38 Registern  ersetzt. Joseph Merklin lieferte 1877 eine neue Orgel mit 42 Registern auf drei Manualen und Pedal, wobei er 28 Register der Vorgängerorgel übernahm und ein neugotisches Orgelgehäuse errichtete. 1912 wurde die Orgel mit einer elektrischen Windversorgung ausgestattet und 1935 und 1962 von Charles Michel Merklin und Carl Théodore Kuhn umfassend überarbeitet und elektrifiziert. Von 2005 bis 2010 wurde das Instrument von Pierre Saby und Olaf Dalsbeck auf den Zustand von 1877 zurückgeführt.
| I Grand Orgue C–g3     |     |
| Montre                 | 16′ |
| Bourdon                | 16′ |
| Montre                 | 08′ |
| Flûte harmonique       | 08′ |
| Bourdon                | 08′ |
| Salicional             | 08′ |
| Flûte octaviante       | 04′ |
| Prestant               | 04′ |
| Quinte-flûte           | 03′ |
| Fourniture progressive |     |
| Grand Cornet V         |     |
| Bombarde               | 16′ |
| Trompette              | 08′ |
| Clairon                | 04′ |

| II Positif C–g3  |     |
| Principal        | 08′ |
| Bourdon          | 08′ |
| Viole de Gambe   | 08′ |
| Gemshorn         | 08′ |
| Flûte harmonique | 04′ |
| Doublette        | 02′ |
| Plein Jeu        |     |
| Trompette        | 08′ |
| Clarinette       | 08′ |
| Clairon          | 04′ |

| III Récit expressif C–g3 |     |
| Flûte harmonique         | 08′ |
| Bourdon                  | 08′ |
| Viole de gambe           | 08′ |
| Voix céleste             | 08′ |
| Flûte d’écho             | 04′ |
| Flageolet                | 02′ |
| Cornet IV                |     |
| Trompette                | 08′ |
| Basson-Hautbois          | 08′ |
| Voix humaine             | 08′ |
| Tremolo                  |     |

| Pédale C–f1  |     |
| Contrebasse  | 16′ |
| Soubasse     | 16′ |
| Octave basse | 08′ |
| Bourdon      | 08′ |
| Flûte        | 04′ |
| Bombarde     | 16′ |
| Trompette    | 08′ |
| Clairon      | 04′ |

Spielhilfen: I/P, II/P, III/P, Appel GO., II/I, III/I, III/II, Octaves graves III/I, Forte général, Appel anches GO., Pos., Réc., Péd.
Anmerkungen
1. ↑  So die Bezeichnung am Spieltisch. Tatsächlich ist das Register 5-fach.

### Chororgel
Die Chororgel im nördlichen Chorraum geht zurück auf ein Instrument, das 1882 von dem Orgelbauer Joseph Merklin erbaut wurde. Zuletzt wurde das Instrument 2012 durch die Orgelbaufirmen Simon und Joël Pétrique restauriert. Es hat 17 Register auf zwei Manualwerken und Pedal.
| I Grand Orgue C–g3 |     |
| Bourdon            | 16′ |
| Montre             | 08′ |
| Flûte harmonique   | 08′ |
| Bourdon            | 08′ |
| Prestant           | 04′ |
| Fourniture         |     |
| Trompette          | 08′ |
| Clairon            | 04′ |

| II Positif C–g3  |     |
| Flûte harmonique | 08′ |
| Bourdon          | 08′ |
| Gambe            | 08′ |
| Flûte octaviante | 04′ |
| Voix céleste     | 08′ |
| Basson-Hautbois  | 08′ |

| Pédale C–f1 |     |
| Soubasse    | 16′ |
| Bourdon     | 08′ |
| Principal   | 08′ |